# They Say It's Wonderful
They Say It's Wonderful (en español: Ellos dicen que esto es fabuloso) es una canción compuesta por Irving Berlin en 1946 para el musical Annie Get Your Gun; estaba cantada en la versión original del musical por Ethel Merman y Ray Middleton.
Ethel Merman interpreta el papel de Annie Oakley, una tiradora que participó durante diecisiete años en el espectáculo de Buffalo Bill que recreaba escenas del viejo oeste.